# 愛知電灯
愛知電灯株式会社（旧字体：愛知電燈株式會社󠄁、あいちでんとう かぶしきがいしゃ）は、明治時代の愛知県名古屋市に存在した電力会社である。既存事業者名古屋電灯に対抗すべく1894年（明治27年）に設立されたが、2年で名古屋電灯に吸収され消滅した。

## 会社設立
1889年（明治22年）12月15日、中部地方で最初の電気事業者として名古屋市に名古屋電灯が開業した。同社は士族授産の活動から成立した士族の電灯会社であり、創業期は尾張藩士であった三浦恵民がその経営にあたっていた。開業時の電灯数は400灯余りに過ぎなかったが、開業1年で3倍近く電灯数が伸びるなど、開業後の需要開拓は好調であった。
1891年（明治24年）10月28日、濃尾地震が発生した。この地震で名古屋電灯は発電所煙突が折損するなどの被害があったが、機械類に破損がなく、2か月後には復旧・送電再開に漕ぎつけた。次いで翌1892年（明治35年）3月24日、大須で大火が発生し、大須観音や当時大須にあった遊廓「旭廓」（大正時代に転出し中村遊廓となる）が全焼した。これらの震災や大火で防災意識が向上すると、火災の原因となる石油ランプやろうそくの使用が廃れ、より安全な電灯の需要が高まった。需要増加に応え、名古屋電灯では1893年（明治26年）2月に初めてとなる発電機増設を実施している。
こうした名古屋電灯の経営について、需要増加期にあっても名古屋電灯の営業方針は質実に過ぎ、いわゆる「士族の商法」であると批判的に見る企業家グループが存在した。彼らは新たに電灯会社を立ち上げて名古屋電灯に対抗しようと動き始める。主唱者は愛知県会議長であった小塚逸夫らで、ほかに中島郡選出の県会議員や名古屋市助役高橋頼造、名古屋市会議員小塩美之・岡田利勝らが参加した。さらに、石油ランプの全廃を決定して名古屋電灯に対し団体割引の適用による電灯供給を申し込むが拒絶されていた大須の旭廓を取り込むことにも成功し、旭廓の有力者も発起人に加えた。
1893年10月30日、小塚ら12人の発起人は愛知県・逓信省に対し電灯事業を出願、翌1894年（明治27年）1月16日付でその許可を得た。次いで3月24日創業総会が開かれ、専務取締役に小塚、取締役に白石半助（市会議員）・佐治儀助（旭廓「寿楼」営業主）・岡田利勝らが就任した（ただし岡田は病没につき翌年小塩美之と交代）。専務となった小塚逸夫は中島郡（現・一宮市）の人物で、同時期には名古屋市内での鉄道事業にも参画して名古屋電気鉄道初代社長に就任している。同年4月30日、農商務省から会社設立の認可が下り、新会社・愛知電灯株式会社の設立手続きが完了した。愛知電灯の本社は当時名古屋市外であった愛知郡那古野村大字広井字西天王6・7番地（後の名古屋市下広井町3丁目62番地、中電名駅南ビルの位置）に置かれた。また資本金は15万円であった。

## 開業と競争
愛知電灯は会社成立後ただちに火力発電所建設に取り掛かる。場所は本社と同一構内である。1894年12月20日、第1期工事がまず竣工し、ただちに旭廓や旭廓までの配電線沿線への電灯供給が始まった。1年半後の1896年（明治29年）3月7日には第2期工事も竣工をみている。完成した発電所の設備概要は以下の通り。
- ボイラー ： 2台
- 蒸気機関 ： 4台
- 直流発電機 ： エジソン式30キロワット発電機2台、同25キロワット発電機2台
- 交流発電機 ： ホプキンソン型600-800灯用発電機1台

これら発電設備のうち、交流発電機は当時名古屋電灯では採用していなかった設備である。
愛知電灯の供給区域については記録がないが、旭廓を中心に供給したほか、名古屋電灯がまだ配電線を架線していない道路があれば積極的に進出して供給していった。また名古屋電灯が架線済みの道路の場合、愛知電灯による電柱建設が認められないため、地主と交渉して私有地内に電柱を建てて対応した。1896年2月末時点における電灯数は1670灯。電灯料金についての資料を欠くが、旭廓とは取付数が多いほど割引になるという供給契約を結んでいた。契約によると、廓内の需要が2000灯を超えた場合、10燭終夜灯は月額70銭・年額8円25銭であった。
一方、名古屋電灯では愛知電灯との対抗上、1895年（明治28年）1月1日より電灯料金を引き下げた。日清戦争終戦に伴う第3師団各隊の凱旋や灯油価格高騰も重なってこの年の電灯の増加率は開業以来最大となり、1895年12月末には点灯数が5738灯に達した。

## 合併
1895年11月9日、神戸市で開催された日本電気協会第8回総会において、限られた市域で2つの電灯会社が対立するのは得策でなく、技術上の危険も少なくない、として名古屋電灯と愛知電灯に対し合同を慫慂する決議がなされた。協会の議決をうけて京都電灯社長大澤善助らが名古屋を訪れ、名古屋電灯に対しては合併を勧告し、愛知電灯に対しては交渉を重ねて合併案の起草にあたった。
日本電気協会による斡旋の結果、1896年3月26日、名古屋電灯と愛知電灯の間で合併契約の締結に至った。合併条件は、
1. 存続会社を名古屋電灯として愛知電灯は解散する。
2. 名古屋電灯は愛知電灯の資本金15万円と同額を合併に伴い増資する（対等合併）。
3. 設備増強のため19万円を追加増資し（資本金は合計50万円に）、その新株3800株のうち1120株を愛知電灯株主に割り当てる。
4. 合併とともに名古屋電灯は取締役・監査役を各2名増員し愛知電灯株主中から選出する。また取締役会に会長を新設し、増員取締役より選任する。
5. 愛知電灯と電灯料金の特別協定のある需要家については合併後も値上げしない。

などからなった。合併契約は名古屋電灯では同年4月2日開催の株主総会にて承認された。次いで5月13日の株主総会では役員増員が実行に移され、愛知電灯から取締役に小塚逸夫・佐治儀助、監査役に白石半助・小塩美之がそれぞれ就任、さらに小塚が取締役会長に選出された。
合併に伴い愛知電灯の発電所は名古屋電灯に継承された。このとき南長島町にあった名古屋電灯の発電所（電灯中央局）が「第一発電所」に改称されたのに対し、下広井町の愛知電灯発電所は「第二発電所」と命名されている。この第二発電所は名古屋電灯にとって初めての交流発電機を持つ発電所であり、合併後、この設備を元に熱田方面への供給を開始している。第二発電所は近隣の水主町に第三発電所が完成したのに伴い、新発電所送電開始2日後の1901年（明治34年）7月24日限りで発電を停止し、その設備は後日撤去・売却された。